# José Soares de Figueiredo
José Soares de Figueiredo foi um político brasileiro do estado de Minas Gerais.
Foi eleito deputado estadual na Assembleia Legislativa de Minas Gerais para a 2ª Legislatura (1951 - 1955) e para a 4ª Legislatura (1959 - 1963), pelo PSD.